# Entropie molaire
L'entropie molaire d'une substance chimique est l'entropie d'une mole de cette substance. Dans le Système international d'unités elle s’exprime en joules par mole kelvin (J K−1 mol−1),.
On ne sait pas mesurer directement les entropies molaires, mais on peut les calculer à partir de données calorimétriques ainsi que par l'analyse des diagrammes de phase ou, plus généralement, des équilibres chimiques.
L'entropie molaire d'un corps pur dans l'état standard (25 °C, 105 Pa) est appelée entropie molaire standard du corps pur. Elle est listée dans les tables de données thermodynamiques (en).

## Mélanges et solutions
En thermodynamique on distingue les mélanges mécaniques des mélanges chimiques (solutions). Dans un mélange mécanique, les substances mélangées forment des domaines macroscopiques séparés les uns des autres, même si cette division n'est pas repérable à l'œil nu. Dans une solution les substances sont mélangées à l'échelle atomique ou moléculaire, on ne peut pas constituer de systèmes macroscopiques constitués d'une seule de ces substances.
- Dans un mélange mécanique les entropies molaires sont additives : l'entropie molaire {\displaystyle {\bar {S}}} d'un mélange de C substances (les constituants du mélange) est une combinaison linéaire des entropies molaires {\displaystyle S_{i}^{0}} de ces substances, au prorata de leurs fractions molaires {\displaystyle x_{i}} dans le mélange :
{\displaystyle {\bar {S}}=\sum _{i=1}^{C}S_{i}^{0}\,x_{i}}.
- L'entropie molaire d'une solution est toujours supérieure à celle d'un mélange mécanique des mêmes constituants dans les mêmes proportions :
{\displaystyle {\bar {S}}=\sum _{i=1}^{C}S_{i}^{0}\,x_{i}+{\bar {S}}^{\mathrm {M} }\quad } avec {\displaystyle \quad {\bar {S}}^{\mathrm {M} }>0}.
{\displaystyle {\bar {S}}^{\mathrm {M} }} est l'entropie molaire de mélange de la solution. Dans le cas particulier d'une solution idéale l'entropie molaire de mélange, alors notée {\displaystyle {\bar {S}}^{\mathrm {IM} }}, est égale à :
{\displaystyle {\bar {S}}^{\mathrm {IM} }=-R\,\sum _{i=1}^{C}x_{i}\ln x_{i}}
où {\displaystyle R} désigne la constante des gaz parfaits ({\displaystyle R\approx }[c] 8,314 J mol−1 K−1). On remarquera que, les fractions molaires étant inférieures à un, leurs logarithmes sont négatifs : l'entropie de mélange est bien positive.